# Ротхаргебирге
Ротхаргебирге (нем. Rothaargebirge) — средневысотныя горная система (достигающая максимальной высоты 843,2 м над уровнем моря) в Северном Рейне-Вестфалии и Гессене, и являющаяся самым высоким и самым снежным регионом Рейнских Сланцевых гор.
Его центральной частью является горный массив Хохзауэрланд, к которому с юго-запада примыкает Ротхар. Здесь же располагается главный водораздел Рейна и Везера. Самая высокая гора — Лангенберг, которая одновременно является и самой высокой в земле Северный Рейн-Вестфалия.
С точки зрения исторических ландшафтов, Ротхаргебирге включает в себя не только юго-восток Зауэрланда и большую часть Виттгенштайнер-Ланд, но также крайний восток Зигерланда и исторический регион Упланд земли Гессен.

## Наименование
Название горной системы происходит от «Горы Рода Хардта», что примерно означает «Расчищенные лесные горы». Оно не имеет никакого отношения к цвету «красный» и «волосам». Компонент Хар (hard/hardt) указывает на бывшее «лесное скотоводческое хозяйство».
Термин Ротхаргебирге, как его сейчас применяют на всех картах, был введен только в 1950-х годах. Он происходит от более старого термина Ротхар (Rothaar), который относился к хребту на границе между Зауэрландом и Виттгенштайнер-Ланд (ныне оказавшегося в центре горной системы).

## География

### История формирования границ природного региона
В 1954 г. Федеральный институт региональных исследований и регионального планирования под руководством Эмиля Майнена и Йозефа Шмитхюзена опубликовал первую карту природно-территориальных комплексов (ПТК) Германии, на которой Ротхаргебирге был выделен под индексом 333: Хохзауэрланд включал не только собственно Хохзауэрланд, но и область, ранее известную как Ротхар с прилегающими ландшафтами. В 1957 г. в 4-м издании справочника по природно-пространственной структуре Германии последовало подробное описание местности, в котором «слияние» горных хребтов убедительно обосновывается не в последнюю очередь тем, что здесь никогда не было резкой, живописно узнаваемой разделительной линии вдоль хребта.
Граница ПТК Хохзауэрланд с 1954 года уже была близка к границам сегодняшнего Ротхаргебирге, но исправления продолжались до 1960 года, когда этот  ПТК получил название Хохзауэрланд (Ротхаргебирге).
- Горные хребты Заальхаузер Берге и Фаленшайд, а также Хундемгрунд, заключенный между ними и сегодняшним Ротхаргебирге, ранее были включены в Ротхаргебирге, но теперь они относятся к горам Южного Зауэрланда (ПТК 3362).